# Oskar von Miller
Oskar von Miller (Monaco di Baviera, 7 maggio 1855 – Monaco di Baviera, 9 aprile 1934) è stato un ingegnere tedesco. Fu celebre come fondatore del Deutsches Museum a Monaco.
A Bolzano e a Merano, attorno al 1900, fu promotore della prima elettrificazione tramite l'azienda locale delle Etschwerke.
A Merano gli è dedicato l'Istituto Tecnico Oskar von Miller.